# Brigitte Jaques-Wajeman
Pour les articles homonymes, voir Jaques et Wajeman.
Brigitte Jaques-Wajeman, née le 19 août 1946 à Vevey en Suisse, est une comédienne, metteuse en scène et directrice de théâtre française.
Ayant le souci de la langue française, Brigitte Jaques-Wajeman, s’emploie à révéler la dimension sensuelle des mots. Elle montre, aussi, la modernité des textes classiques. Ses mises en scène ressemblent à des chorégraphies.

## Biographie
Brigitte Jaques-Wajeman a eu pour professeur Antoine Vitez, elle travaille en tant que comédienne dans plusieurs de ses spectacles de 1969 à 1974.
En 1974, dans le cadre du Festival d'automne, elle réalise sa première mise en scène en créant, pour la première fois en France, la version intégrale de L'Éveil du printemps, de Frank Wedekind, dans une nouvelle traduction de François Regnault.
En 1976, elle fonde, avec François Regnault, la Compagnie Pandora, puis dirigera le Théâtre de la Commune Centre dramatique national d’Aubervilliers de 1991 à 1997.
Puisant dans les répertoires classiques et modernes, elle a mis en scène plus d’une cinquantaine de pièces comme L'Imposture d’après Bernanos, Partage de midi de Claudel, La Nuit de l'iguane de Tennessee Williams, Ruy Blas de Victor Hugo, Britannicus et Phèdre de Racine, Angels in America de Tony Kushner, Tartuffe de Molière…
Elle fait sensation avec sa pièce Elvire Jouvet 40 avec Philippe Clévenot et Maria de Medeiros. Le spectacle est filmé par le cinéaste Benoît Jacquot.
Ces pièces ont été présentées lors de festivals et dans de nombreux théâtres, en France et à l’étranger (Comédie-Française, Chaillot, Odéon, Théâtre de la Ville…).
De 1980 à 1987, elle est professeur d'art dramatique à l'École nationale supérieure des arts et techniques du théâtre (ENSATT). De 2003 à 2015, elle est chargée des Options-Théâtre du lycée Claude Monet à Paris, avec lesquels elle monte une dizaine de spectacles. De 2006 à 2011, elle enseigne à l’École normale supérieure de Paris.
Brigitte Jaques-Wajeman est la mère du réalisateur Élie Wajeman et l’épouse de l’écrivain et psychanalyste Gérard Wajcman.

## Théâtre

### Comédienne
- 1969 : La Parade de Loúla Anagnostáki, mise en scène Antoine Vitez, Théâtre de la Cité internationale, Théâtre de l'Ouest parisien, Festival de Nancy
- 1970 : La Parade de Loula Anagnostaki, mise en scène Antoine Vitez, Maison de la Culture de Bourges
- 1970 : Le Précepteur ou les avantages de l'éducation privée de Jakob Michael Reinhold Lenz, mise en scène Antoine Vitez, Théâtre de l'Ouest parisien
- 1970 : La Mouette d'Anton Tchekhov, mise en scène Antoine Vitez, Théâtre du Midi Carcassonne, tournée
- 1970 : Un barrage contre le Pacifique de Marguerite Duras, mise en scène Georges Goubert, Comédie de l'Ouest
- 1973 : Vendredi ou la Vie sauvage d'après Michel Tournier, mise en scène Antoine Vitez, Théâtre national de Chaillot
- 1973 : Pandæmonium d'après Le Château des Carpathes de Jules Verne, mise en scène Anne Delbée, Festival d'Avignon

### Metteuse en scène

#### 1974 à 1999
- 1974 : L'Éveil du printemps de Frank Wedekind, Festival d'automne à Paris
- 1975 : Le Baladin du monde occidental de John Millington Synge, Théâtre d'Ivry, Théâtre Renaud-Barrault
- 1976 : Paysage de ruine avec personnages de Danièle Sallenave, Théâtre Récamier
- 1977 : Le Bain de Diane de Pierre Klossowski, Centre Pompidou
- 1979 : L'Embranchement de Mugby d'après Charles Dickens, Centre Pompidou
- 1981 : Mais on doit tout oser puisque de François Regnault, Théâtre des Quartiers d'Ivry
- 1981 : La Surprise de l'amour de Marivaux, ENSATT
- 1985 : La Mort de Pompée de Corneille, Théâtre du Lierre
- 1986 : Regarde, regarde de tous tes yeux de Danièle Sallenave, Petit Odéon
- 1986 : Elvire Jouvet 40 conception et mise en scène d’après Molière et la comédie classique de Louis Jouvet, Théâtre national de Strasbourg[8], Théâtre de l'Athénée-Louis-Jouvet, 1987 : Théâtre des Treize Vents, Théâtre de l'Athénée-Louis-Jouvet, tournée nationale et internationale
- 1988 : Sophonisbe de Corneille, Théâtre national de Chaillot
- 1989 : L'Imposture de Georges Bernanos, Théâtre de la Ville
- 1989 : Horace de Corneille, Théâtre national de Chaillot
- 1990 : Partage de midi de Paul Claudel, Théâtre de l'Atelier
- 1991 : La Nuit de l'iguane de Tennessee Williams, Comédie-Française au Théâtre des Quartiers d'Ivry
- 1992 : La Place Royale, ou l'amoureux extravagant de Corneille, Théâtre de la Commune
- 1992 : Entretiens avec Corneille de Brigitte Jaques et Jacqueline Lichtenstein, Théâtre de la Commune
- 1992 : La Mort de Pompée de Corneille, Théâtre de la Commune
- 1993 : Madame Klein de Nicolas Wright, Théâtre de la Commune
- 1994 : Angels in America de Tony Kushner, Festival d'Avignon, 1996 : Théâtre de la Commune
- 1995 : Suréna de Corneille, Théâtre de la Commune[9]
- 1995 : Le Prince travesti de Marivaux, Festival de Sarlat, Théâtre de la Commune
- 1996 : Perestroïka de Tony Kushner, Comédie de Genève, Théâtre de la Commune
- 1997 : Sertorius de Corneille, Théâtre de la Commune
- 1998 : Dom Juan de Molière, Comédie de Genève, 2000 : Odéon-Théâtre de l'Europe
- 1998 : Le Passage de Véronique Olmi, Théâtre Vidy-Lausanne, Théâtre des Abbesses
- 1999 : Hedda Gabler de Henrik Ibsen, Comédie de Genève
- 1999 : L'Énéide de Virgile, Festival de Marseille

#### Depuis 2000
- 2000 : L'Odyssée de Homère, lecture mise en espace, avec les élèves de dernière année du Conservatoire national supérieur d'art dramatique, Festival d'Avignon, Auditorium du Louvre
- 2000 : La Marmite de Plaute, Auditorium du Louvre, 2002 : Théâtre de la Tempête, 2003 : Théâtre du Nord
- 2001 : Ruy Blas de Victor Hugo, Comédie-Française
- 2001 : La Bonne Âme du Se-Tchouan de Bertolt Brecht, ENSATT
- 2001 : Peines d'amour perdues de William Shakespeare, Western Michigan University
- 2002 : Pseudolus, le truqueur de Plaute, Auditorium du Louvre, 2003 : Théâtre de la Tempête, Comédie de Reims
- 2003 : Viol de Danièle Sallenave, Théâtre du Rond-Point
- 2003 : Le Voyage de Benjamin de Gérard Wajcman, spectacle pour enfants Festival Odyssées 78, Théâtre de Sartrouville
- 2004 : Britannicus de Racine, Comédie-Française Théâtre du Vieux-Colombier
- 2004 : L'Illusion comique de Corneille, Comédie de Genève, Théâtre de Gennevilliers, Comédie de Reims
- 2005 : La Chanson de Roland, lecture-spectacle, Auditorium du Louvre
- 2005 : Le Cid de Corneille, Comédie-Française
- 2006 : Ténèbres de Henning Mankell, Théâtre Ouvert
- 2007 : Jouer avec Nicomède d'après Corneille, Théâtre de la Tempête
- 2008 : Nicomède de Corneille, Comédie de Reims
- 2009 : Tartuffe de Molière, Château de Grignan
- 2011 : Nicomède et Suréna de Corneille, Théâtre de la Ville
- 2013 : Tendre et cruel de Martin Crimp, Théâtre des Abbesses
- 2013 : Cercles/Fictions de Joël Pommerat, en russe, Théâtre d'Art de Moscou
- 2014 : Pompée et Sophonisbe de Corneille, Théâtre des Abbesses
- 2015 : Le Tartuffe ou l'Imposteur de Molière en russe au Théâtre Pouchkine de Moscou
- 2016 : Polyeucte de Corneille, Théâtre des Abbesses
- 2017 : Mme Klein de Nicholas Wright, Théâtre des Abbesses
- 2017 : Le Voyage de Benjamin de Gérard Wajcman - d'après Les Voyages de Benjamin III de Mendele Moïkher Sforim, Théâtre des Abbesses
- 2020 : Phèdre[10],[11] de Racine, Théâtre des Abbesses
- 2023 : La Mouette d'Anton Tchekhov, Théâtre des Abbesses[12]

### Opéra
- 1979 : Faisons un opéra de Benjamin Britten
- 1979 : Aventures et Nouvelles aventures de Ligeti
- 1979 : Huit Chants pour un roi fou de Peter Maxwell Davies
- 1979 : Je vous dis que je suis mort de Georges Aperghis et François Regnault
- 1994 : Le Jeu du Narcisse de Marc-Olivier Dupin et Gérard Wajcman
- 2005 : Don Giovanni de Mozart, Capitole de Toulouse
- 2017 : Ernani de Verdi, Capitole de Toulouse
- 2021 : Le Tour d’écrou, de Benjamin Britten, Conservatoire national supérieur de musique et de danse de Paris[13],[14]

## Publication
- Le Théâtre de Pandora : Le livre des spectacles présentés et réalisés par la compagnie Pandora de 1974 à 1999 de Brigitte Jaques et François Regnault, Éditions Théâtrales coll. « Sur le théâtre », 2000.

## Vidéographie
- Elvire Jouvet 40, Actes Sud-Papiers, 2018[15]. DVD publiés par l'INA de La Place Royale et d'Elvire Jouvet 40, filmés par Benoît Jacquot.

## Distinctions

### Décorations
- 1987 :  Chevalière de l'ordre des Arts et des Lettres
- 2000 :  Chevalière de l'ordre national du Mérite

### Récompenses
- 1989 : Prix Arletty pour Elvire Jouvet 40
- 2016 : prix SACD de la mise en scène pour Polyeucte de Corneille